# 秋田内陸縦貫鉄道秋田内陸線
秋田内陸線（あきたないりくせん）は、秋田県北秋田市の鷹巣駅から仙北市の角館駅に至る、秋田内陸縦貫鉄道が運営する鉄道路線である。「スマイルレール秋田内陸線」の愛称が付けられている。
日本鉄道建設公団建設線であった鷹角線（ようかくせん）のうち、既に開業していた日本国有鉄道（国鉄）の特定地方交通線だった阿仁合線（あにあいせん）、角館線（かくのだてせん）と鷹角線の未開通区間を引き継いだ路線である。路線の延長は94.2キロメートル（km）で、阿仁（あに）地方を経由して秋田県内陸部を南北に結ぶ。
利用客数、車両などについては「秋田内陸縦貫鉄道」を参照。

## 路線データ
- 管轄（事業種別）：秋田内陸縦貫鉄道（第一種鉄道事業者）
- 区間（営業キロ）：鷹巣駅 - 角館駅 94.2 km[広報 1]
- 建設主体：日本鉄道建設公団（現 独立行政法人鉄道建設・運輸施設整備支援機構）(阿仁合駅から角館駅まで)
- 軌間：1067 mm
- 駅数：29駅（起終点駅含む）[広報 1]
  - うち、有人駅と委託駅は各3駅、無人駅は23駅[広報 1]。
- 複線区間：なし（全線単線）
- 電化区間：なし（全線非電化）
- 閉塞方式：特殊自動閉塞式（軌道回路検知式）
- 最高速度：85 km/h[4]
  - 交換可能駅：6駅（合川駅、阿仁前田温泉駅、阿仁合駅、比立内駅、上桧木内駅、八津駅）

## 歴史
改正鉄道敷設法別表第13号に掲げる「秋田県鷹ノ巣ヨリ阿仁合ヲ経テ角館ニ至ル鉄道」である。日本三大銅山の一つであった阿仁鉱山から産出される鉱石輸送のため建設が進められた。
阿仁地方に鉄道を開業させる動きができたのは大正10年頃（1921年頃）である。それ以前から他県代議士による請願や、軽便鉄道による阿仁軽便鉄道株式会社設立の動きこそあったものの、結果は挫折に終わっていた。
1921年（大正10年）、仙北郡・北秋田郡両郡が提携して「鷹巣角館期成同盟会」を結成。関連町村と阿仁鉱山、郡役所が三位一体となり運動を展開、鉄道敷設法に際して阿仁鉄道を27の新線の中に組み入れることに成功した。鷹ノ巣側より建設が進められ、1934年（昭和9年）に阿仁合線として鷹ノ巣駅 - 米内沢駅間が開業、その後、1936年（昭和11年）に阿仁合駅まで延伸された。
戦後は、1963年（昭和38年）に阿仁合線が比立内駅まで延伸、角館側も1971年（昭和46年）に角館線として角館駅 - 松葉駅間が開業、残りの区間も建設が進められていたが、国鉄再建法施行により、角館線が1981年（昭和56年）に第1次特定地方交通線に、阿仁合線が1984年（昭和59年）に第2次特定地方交通線に指定され、建設線も工事が凍結された。
これを受けて地元では、阿仁合線、角館線と建設線を引き継いで一体運営すべく1984年（昭和59年）に秋田内陸縦貫鉄道を設立し、1986年（昭和61年）に既開業区間の転換を受けて秋田内陸北線（あきたないりくほくせん）、秋田内陸南線（あきたないりくなんせん）として暫定開業。1989年（平成元年）に未開業区間が開業し、全通した。

### 日本国有鉄道時代

#### 阿仁合線
- 1934年（昭和9年）12月10日：阿仁合線として鷹ノ巣駅 - 米内沢駅間が開業[11]。羽後上大野駅、米内沢駅を新設。
- 1935年（昭和10年）11月15日：米内沢駅 - 阿仁前田駅間が延伸開業[12]。桂瀬駅、阿仁前田駅を新設。
- 1936年（昭和11年）9月25日：阿仁前田駅 - 阿仁合駅間が延伸開業[13]。小渕駅、阿仁合駅を新設。
- 1956年（昭和31年）4月1日：羽後上大野駅を合川駅に改称。
- 1963年（昭和38年）
  - 10月15日：阿仁合駅 - 比立内駅間が延伸開業[14]。荒瀬駅、萱草駅、笑内駅、岩野目駅、比立内駅を新設。
  - 12月10日：小ヶ田駅、前田南駅を新設[15]。
- 1965年（昭和40年）
  - 4月20日：大野台駅を新設[16] 。
  - 11月21日：上杉駅を新設[17]。
- 1981年（昭和56年）3月10日：阿仁合駅 - 比立内駅間の貨物営業を廃止。
- 1982年（昭和57年）11月15日：鷹ノ巣駅 - 阿仁合駅間の貨物営業を廃止[18]。
- 1984年（昭和59年）6月22日：第2次特定地方交通線として廃止の承認を受ける[19]。

#### 角館線
- 1970年（昭和45年）11月1日：角館線として角館駅 - 松葉駅間が開業[1]。旅客営業のみの扱い[19]。羽後太田駅、西明寺駅、八津駅、羽後長戸呂駅、松葉駅を新設。
- 1981年（昭和56年）9月18日：第1次特定地方交通線として廃止の承認を受ける[19]。

### 秋田内陸縦貫鉄道移管後
- 1986年（昭和61年）11月1日：国鉄阿仁合線および角館線が廃止[19]。両線とも秋田内陸縦貫鉄道に移管され、それぞれ秋田内陸北線、秋田内陸南線となる[2]。鷹ノ巣駅を鷹巣駅に改称。
- 1989年（平成元年）4月1日：比立内駅 - 松葉駅間が延伸開業、同時に秋田内陸北線が秋田内陸南線を編入し、秋田内陸線に改称[3]。西鷹巣駅、奥阿仁駅、阿仁マタギ駅、戸沢駅、上桧木内駅、左通駅、羽後中里駅を新設[3]。急行「もりよし」を2往復運行開始[3]。
- 2001年（平成13年）12月1日：急行「もりよし」1往復を廃止。
- 2005年（平成13年）12月10日：急行「もりよし」鷹巣駅→角館駅に下り1本増発。
- 2007年（平成19年）3月18日：鷹巣駅 - 阿仁合駅間の、JRとの接続がない早朝と深夜の1往復を削減。
- 2008年（平成20年）3月15日：最終列車の時間を10分ほど繰り下げ。
- 2012年（平成24年）
  - 1月27日：路線愛称が「あきた♥美人ライン」に決定[20][広報 3]（由来は秋田美人から）。
  - 3月17日：急行「もりよし」を専用車両2両編成から一般車両1両編成とし、停車駅に上桧木内駅を追加。各駅停車2往復を減便。
- 2014年（平成26年）3月17日：一部時間帯の普通列車を快速列車に変更。
- 2015年（平成27年）5月20日：自転車を列車内に持ち込める自転車輸送サービス（サイクルトレイン）を開始[21][広報 4]。
- 2017年（平成29年）
  - 2月17日：小渕駅 - 阿仁合駅間で発生した土砂災害の影響により、阿仁前田駅 - 阿仁合駅間が不通[22]。18日から同区間において代行バスを運行[23]。
  - 4月29日：阿仁前田駅 - 阿仁合駅間が復旧、全線で運行を再開[22][23]。
  - 11月1日：路線愛称が新たにスマイルレール秋田内陸線となる[5]。
- 2020年（令和2年）3月14日：小ヶ田駅を縄文小ヶ田駅に改称[広報 5]、急行「もりよし」の停車駅となる[広報 5]。
- 2021年（令和3年）
  - 3月13日：阿仁前田駅を阿仁前田温泉駅に改称[広報 6]。
  - 8月6日：秋田内陸線初となる夜行列車を運行。秋田市や能代市から6人が参加[24]。
- 2022年（令和4年）
  - 8月13日：前日からの大雨により、米内沢駅 - 前田南駅間の計10カ所で、路肩の崩落や線路に土砂が流入する被害が発生[25]。鷹巣駅 - 阿仁合駅間が運休[25]。
  - 8月15日：鷹巣駅 - 阿仁合駅間において代行バスを運行[25]。
  - 11月12日：秋田県内在住の新郎新婦が、角館駅 - 阿仁合駅間の貸し切り臨時列車と阿仁合駅舎を使って初の結婚式を挙げる[26]。
  - 12月6日：復旧工事が完了[25]。
  - 12月12日 鷹巣駅 - 阿仁合駅間が復旧し全線で運行再開[25]。
- 2024年（令和6年）
  - 7月25日：夜からの大雨により、沿線8カ所で線路への土砂流入やのり面崩落などの被害が発生[27]。
  - 7月26日：始発から全線運休[27]。
  - 7月30日：比立内駅 - 角館駅間が運行を再開[28]。
  - 8月5日：鷹巣駅 - 阿仁合駅間が運行を再開[29]。阿仁合駅 - 比立内駅間において、ジャンボタクシーによる代行輸送を開始[29]。
  - 8月10日：阿仁合駅 - 比立内駅間が復旧し全線で運行を再開[30]。

## 運行形態
鷹巣駅方面に向かう北行きが上り、角館駅方面に向かう南行きが下りである。定期列車としては、普通列車のほか、快速と急行「もりよし」が運行されている。2023年（令和5年）7月22日ダイヤ改正時点では、上りは1日12本、下りは15本、それぞれ1 - 3時間に1本程度運行されている。いずれも全線通し運転列車のほか、阿仁合駅と比立内駅を始発または終着駅とする区間運転列車もある。
秋田内陸線は、鷹巣駅がJR東日本奥羽本線（JRの駅名は鷹ノ巣駅）との、角館駅がJR東日本田沢湖線・秋田新幹線との乗換駅になっており、ダイヤ改正はJR東日本との乗り継ぎを考慮して調整している。
観光客向けに「秋田縄文号」などの観光車両が運行される。また、大曲花火大会、「上桧木内の紙風船上げ」など沿線のお祭りやイベントに合わせ臨時列車が運行されることがある。このほか、貸切列車も運行している。
一部を除いて単行（1両編成）の気動車でワンマン運転を実施している。

### 快速列車
2014年（平成26年）3月15日のダイヤ改正で利用客の少ない普通列車に通過駅を設ける形で新設された、追加料金不要の速達列車。2023年（令和5年）7月22日のダイヤ改正では午後の上り1本（角館駅→鷹巣駅）が普通列車化され、朝に下りが阿仁合駅→鷹巣駅間で1本、上りが角館駅→鷹巣駅間で1本の運行になっている。
停車駅
始発駅→終着駅の順で記載。
- 下り：阿仁合駅 → 比立内駅 → 阿仁マタギ駅〜角館駅間の各駅
- 上り：角館駅 → 西明寺駅 → 八津駅 → 松葉駅 → 上桧木内駅 → 阿仁マタギ駅〜鷹巣駅間の各駅

### 急行「もりよし」
鷹巣駅 - 角館駅間を専用車両を使用して運転される急行列車。2023年7月22日のダイヤ改正時点では、もりよし1号が阿仁合駅→角館駅間の区間運転、同2号が角館駅→鷹巣駅間、同3号が鷹巣駅→角館駅間の通し運転である。鷹巣駅 - 角館駅間の所要時間は普通列車で2時間20 - 40分程度かかるのに対し、2号と3号は約2時間で走破する。秋田内陸線が全通した1989年（平成元年）4月に2往復で運転が開始されたが、2001年（平成13年）12月に1往復に減便。2005年（平成17年）12月からは下りが1本増発され1往復半の運転となっている。
急行料金は2024年（令和6年）時点で急行料金は50 kmまで160円、51 km以上は320円である。

### 過去の運行形態

#### 国鉄時代の運行形態
国鉄時代は普通列車のみの運行で、北側の阿仁合線が1日に5 - 8往復、南側の角館線が朝夕の3往復のみであった。

#### JR直通の臨時列車
秋田内陸縦貫鉄道に移管後は、定期列車では東日本旅客鉄道（JR東日本）の路線に直通するものは設定されていないが、かつてはAN-8900形気動車を使用して奥羽本線に直通する臨時列車が設定されていた。
特に、弘前さくらまつりと、武家屋敷通りでの角館のさくらまつりに合わせた快速「角館武家屋敷とさくら号」と「弘前お城とさくら号」は、2000年（平成12年）の初運行以来ほぼ毎年設定された。角館駅 - 弘前駅間の運転で、当初は「さくら号」という単純な名前だったが、のちに弘前駅発と角館駅発で列車名を変えて運転するようになった。2018年の運転を最後に設定されていない。
単発の臨時列車としては青森駅まで乗り入れるものや、逆に秋田駅まで乗り入れるものもあった。

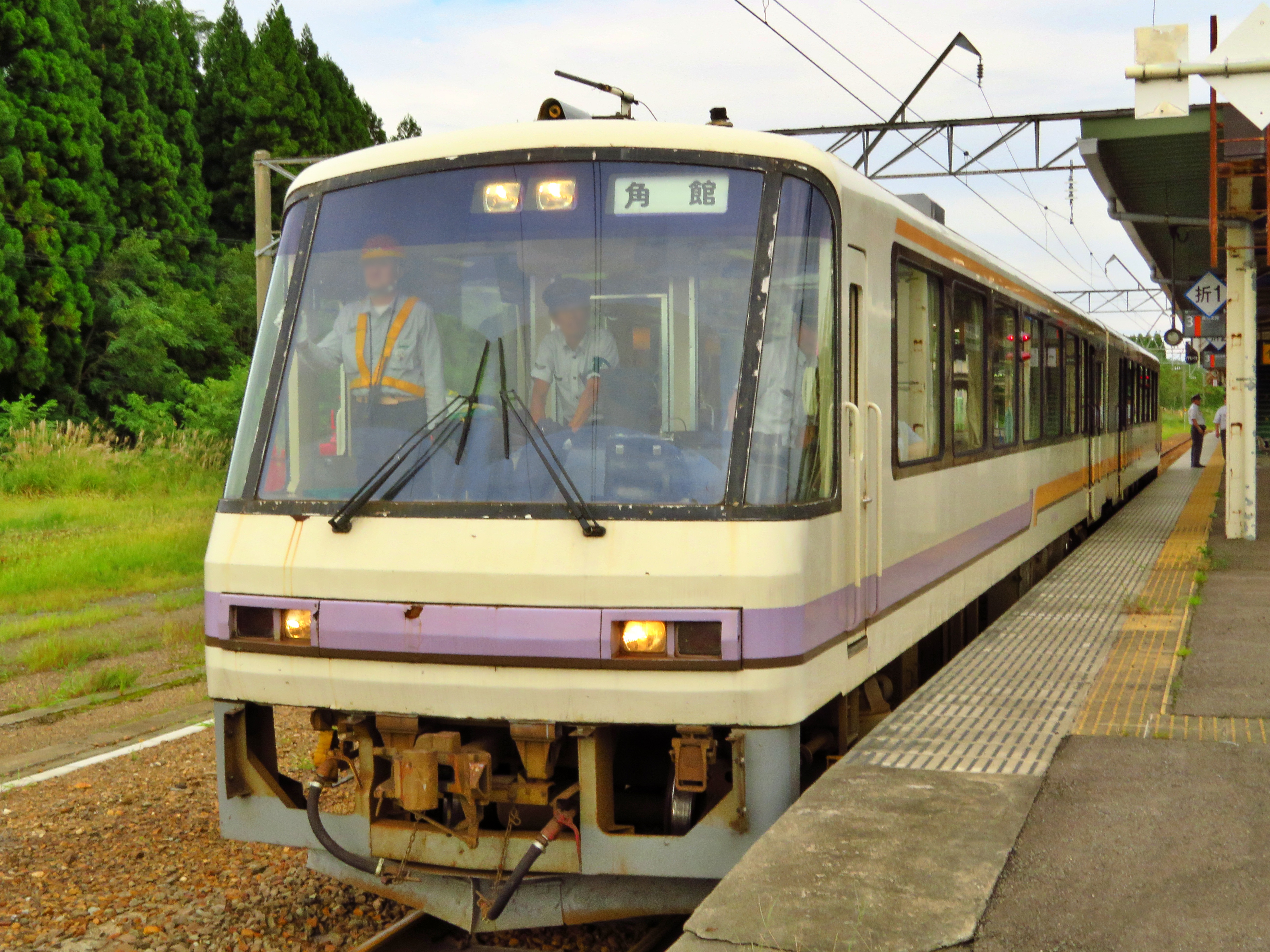
角館駅 - 青森駅間で運行された臨時快速「角館まつり号」
（2018年9月8日 JR鷹ノ巣駅）

## 利用状況

### 輸送実績
秋田内陸線の輸送実績を下表に記す。
表中、輸送人員の単位は万人。輸送人員は年度での値。表中、最高値を赤色で、最高値を記録した年度以降の最低値を青色で、最高値を記録した年度以前の最低値を緑色で表記している。
| 年度別輸送実績     | 年度別輸送実績                  | 年度別輸送実績                  | 年度別輸送実績                  | 年度別輸送実績                  | 年度別輸送実績  | 年度別輸送実績              |
| 年 度              | 輸送実績（乗車人員）：万人/年度 | 輸送実績（乗車人員）：万人/年度 | 輸送実績（乗車人員）：万人/年度 | 輸送実績（乗車人員）：万人/年度 | 輸送密度 人/1日 | 特 記 事 項                 |
| ------------------ | ------------------------------- | ------------------------------- | ------------------------------- | ------------------------------- | --------------- | --------------------------- |
| 年 度              | 通勤定期                        | 通学定期                        | 定 期 外                        | 合 計                           | 輸送密度 人/1日 | 特 記 事 項                 |
| 1986年（昭和61年） | 4.0                             | 22.3                            | 18.5                            | 44.8                            | 654             | 国鉄より運営移管            |
| 1987年（昭和62年） | 7.1                             | 47.1                            | 38.5                            | 92.7                            | 573             |                             |
| 1988年（昭和63年） | 6.0                             | 48.8                            | 37.8                            | 92.6                            | 556             |                             |
| 1989年（平成元年） | 5.0                             | 52.7                            | 50.2                            | 107.9                           | 567             | 比立内駅 - 松葉駅間延伸開業 |
| 1990年（平成2年）  | 4.7                             | 53.1                            | 44.5                            | 102.3                           | 515             |                             |
| 1991年（平成3年）  | 4.5                             | 57.7                            | 43.0                            | 105.2                           | 524             |                             |
| 1992年（平成4年）  | 3.9                             | 56.6                            | 42.7                            | 103.2                           | 510             |                             |
| 1993年（平成5年）  | 3.5                             | 56.6                            | 41.1                            | 101.2                           | 498             |                             |
| 1994年（平成6年）  | 2.8                             | 56.2                            | 42.6                            | 101.6                           | 494             |                             |
| 1995年（平成7年）  | 2.3                             | 56.3                            | 39.5                            | 98.1                            | 478             |                             |
| 1996年（平成8年）  | 2.4                             | 53.2                            | 38.6                            | 94.2                            | 453             |                             |
| 1997年（平成9年）  | 2.3                             | 52.0                            | 36.0                            | 90.3                            | 469             |                             |
| 1998年（平成10年） | 1.9                             | 48.1                            | 36.1                            | 86.1                            | 496             |                             |
| 1999年（平成11年） | 2.0                             | 49.8                            | 32.3                            | 84.1                            | 458             |                             |
| 2000年（平成12年） | 1.7                             | 48.4                            | 29.6                            | 79.7                            | 441             |                             |
| 2001年（平成13年） | 1.3                             | 43.0                            | 28.0                            | 72.3                            | 380             |                             |
| 2002年（平成14年） | 1.4                             | 37.4                            | 25.8                            | 64.6                            | 344             |                             |
| 2003年（平成15年） | 1.5                             | 30.1                            | 24.7                            | 56.3                            | 312             |                             |
| 2004年（平成16年） | 1.9                             | 24.2                            | 24.4                            | 50.5                            | 323             |                             |
| 2005年（平成17年） | 4.5                             | 22.8                            | 24.0                            | 51.3                            | 352             |                             |
| 2006年（平成18年） |                                 |                                 |                                 | 50.2                            |                 |                             |
| 2007年（平成19年） | 5.5                             | 13.3                            | 25.5                            | 44.3                            |                 |                             |
| 2008年（平成20年） | 9.2                             | 12.4                            | 25.5                            | 47.1                            |                 |                             |
| 2009年（平成21年） | 7.9                             | 14.5                            | 25.8                            | 48.2                            | 439             |                             |
| 2010年（平成22年） | 6.9                             | 13.8                            | 20.6                            | 41.3                            | 340             |                             |
| 2011年（平成23年） |                                 |                                 |                                 |                                 |                 |                             |
| 2012年（平成24年） | 1.8                             | 16.5                            | 18.4                            | 36.7                            | 320             |                             |
| 2013年（平成25年） | 1.6                             | 14.7                            | 17.4                            | 33.7                            | 287             |                             |
| 2014年（平成26年） | 1.7                             | 14.0                            | 16.0                            | 31.7                            | 284             |                             |
| 2015年（平成27年） | 2.1                             | 14.0                            | 15.1                            | 31.2                            | 286             |                             |
| 2016年（平成28年） | 1.7                             | 13.3                            | 13.4                            | 28.4                            | 256             |                             |
| 2017年（平成29年） | 1.5                             | 11.3                            | 14.8                            | 27.6                            | 255             |                             |
| 2018年（平成30年） | 1.6                             | 9.5                             | 15.0                            | 26.1                            | 261             |                             |
| 2019年（令和元年） | 1.4                             | 9.4                             | 15.6                            | 26.4                            | 260             |                             |
| 2020年（令和2年）  | 1.4                             | 8.8                             | 7.8                             | 18.0                            | 168             |                             |

### 収入実績
秋田内陸線の収入実績を下表に記す。表中、収入の単位は千円。数値は年度での値。表中、最高値を赤色で、最高値を記録した年度以降の最低値を青色で、最高値を記録した年度以前の最低値を緑色で表記している。
| 年度別収入実績     | 年度別収入実績          | 年度別収入実績          | 年度別収入実績          | 年度別収入実績          | 年度別収入実績          | 年度別収入実績     | 年度別収入実績   |
| 年 度              | 旅客運賃収入：千円/年度 | 旅客運賃収入：千円/年度 | 旅客運賃収入：千円/年度 | 旅客運賃収入：千円/年度 | 旅客運賃収入：千円/年度 | 運輸雑収 千円/年度 | 総合計 千円/年度 |
| ------------------ | ----------------------- | ----------------------- | ----------------------- | ----------------------- | ----------------------- | ------------------ | ---------------- |
| 年 度              | 通勤定期                | 通学定期                | 定 期 外                | 手小荷物                | 合 計                   | 運輸雑収 千円/年度 | 総合計 千円/年度 |
| 1986年（昭和61年） | 50,691                  | ←←←←                    | 71,771                  | 0                       | 122,462                 | 5,777              | 128,239          |
| 1987年（昭和62年） | 18,359                  | 84,713                  | 157,346                 | 0                       | 260,418                 | 2,602              | 263,020          |
| 1988年（昭和63年） | 15,210                  | 81,935                  | 151,567                 | 0                       | 248,712                 | 2,351              | 251,063          |
| 1989年（平成元年） | 13,273                  | 84,137                  | 249,060                 | 0                       | 346,470                 | 36,904             | 383,374          |
| 1990年（平成2年）  | 13,449                  | 89,908                  | 233,970                 | 0                       | 337,327                 | 37,356             | 374,683          |
| 1991年（平成3年）  | 12,321                  | 95,964                  | 217,083                 | 0                       | 325,368                 | 47,783             | 373,151          |
| 1992年（平成4年）  | 10,856                  | 96,961                  | 222,905                 | 0                       | 330,722                 | 14,967             | 345,689          |
| 1993年（平成5年）  | 9,327                   | 94,068                  | 210,235                 | 0                       | 313,630                 | 13,284             | 326,914          |
| 1994年（平成6年）  | 7,534                   | 94,332                  | 209,250                 | 0                       | 311,116                 | 8,055              | 319,171          |
| 1995年（平成7年）  | 5,583                   | 95,853                  | 196,740                 | 0                       | 298,176                 | 1,960              | 300,136          |
| 1996年（平成8年）  | 5,909                   | 91,716                  | 182,399                 | 0                       | 280,024                 | 3,490              | 283,514          |
| 1997年（平成9年）  | 5,659                   | 88,799                  | 194,771                 | 0                       | 289,229                 | 10,888             | 300,117          |
| 1998年（平成10年） | 4,670                   | 82,740                  | 177,562                 | 0                       | 264,972                 | 12,324             | 277,296          |
| 1999年（平成11年） | 4,765                   | 88,494                  | 163,573                 | 0                       | 256,832                 | 2,397              | 259,229          |
| 2000年（平成12年） | 4,425                   | 83,903                  | 148,791                 | 0                       | 237,119                 | 8,807              | 245,926          |
| 2001年（平成13年） | 3,372                   | 73,327                  | 141,720                 | 0                       | 218,419                 | 2,208              | 220,627          |
| 2002年（平成14年） | 3,569                   | 63,965                  | 132,024                 | 0                       | 199,558                 | 3,891              | 203,449          |
| 2003年（平成15年） | 3,518                   | 51,959                  | 128,938                 | 0                       | 184,415                 | 8,434              | 192,849          |
| 2004年（平成16年） | 4,633                   | 44,791                  | 129,398                 | 0                       | 178,822                 | 7,727              | 186,549          |
| 2005年（平成17年） | 15,106                  | 42,315                  | 126,788                 | 0                       | 184,209                 | 640                | 184,849          |
| 2006年（平成18年） |                         |                         |                         |                         |                         |                    | 206,430          |
| 2007年（平成19年） | 18,561                  | 31,666                  | 133,621                 | 0                       | 183,849                 | 2,732              | 186,581          |
| 2008年（平成20年） | 28,678                  | 29,407                  | 147,593                 | 0                       | 205,677                 | 3,306              | 208.984          |
| 2009年（平成21年） | 24,043                  | 33,149                  | 134,194                 | 0                       | 191,386                 | 4,961              | 196,347          |
| 2010年（平成22年） | 21,837                  | 32,120                  | 119,588                 | 0                       | 173,545                 | 5,344              | 178,889          |

## 駅一覧
- 全駅秋田県に所在。
- 停車駅…●：停車、｜↑↓：通過（↑↓は矢印の方向のみ運転）、▲：毎年春に臨時停車。普通列車は全ての駅に停車するため省略。
- 線路（全線単線）…◇：列車交換可能、｜：列車交換不可

| 駅名       | 駅名           | 営業キロ | 営業キロ | 快速 | 快速 | 急行 | 接続路線                               | 線路 | 所在地   |
| 駅名       | 駅名           | 駅間     | 累計     | 上り | 下り | 急行 | 接続路線                               | 線路 | 所在地   |
| ---------- | -------------- | -------- | -------- | ---- | ---- | ---- | -------------------------------------- | ---- | -------- |
| 旧阿仁合線 | 鷹巣駅         | -        | 0.0      | ●    |      | ●    | 東日本旅客鉄道：■奥羽本線（鷹ノ巣駅）  | ｜   | 北秋田市 |
| 旧阿仁合線 | 西鷹巣駅       | 1.3      | 1.3      | ●    |      | ｜   |                                        | ｜   | 北秋田市 |
| 旧阿仁合線 | 縄文小ヶ田駅   | 2.4      | 3.7      | ●    |      | ●    |                                        | ｜   | 北秋田市 |
| 旧阿仁合線 | 大野台駅       | 2.4      | 6.1      | ●    |      | ｜   |                                        | ｜   | 北秋田市 |
| 旧阿仁合線 | 合川駅         | 3.6      | 9.7      | ●    |      | ●    |                                        | ◇    | 北秋田市 |
| 旧阿仁合線 | 上杉駅         | 2.4      | 12.1     | ●    |      | ｜   |                                        | ｜   | 北秋田市 |
| 旧阿仁合線 | 米内沢駅       | 2.9      | 15.0     | ●    |      | ●    |                                        | ｜   | 北秋田市 |
| 旧阿仁合線 | 桂瀬駅         | 5.5      | 20.5     | ●    |      | ｜   |                                        | ｜   | 北秋田市 |
| 旧阿仁合線 | 阿仁前田温泉駅 | 4.7      | 25.2     | ●    |      | ●    |                                        | ◇    | 北秋田市 |
| 旧阿仁合線 | 前田南駅       | 1.9      | 27.1     | ●    |      | ｜   |                                        | ｜   | 北秋田市 |
| 旧阿仁合線 | 小渕駅         | 2.0      | 29.1     | ●    |      | ｜   |                                        | ｜   | 北秋田市 |
| 旧阿仁合線 | 阿仁合駅       | 3.9      | 33.0     | ●    | ●    | ●    |                                        | ◇    | 北秋田市 |
| 旧阿仁合線 | 荒瀬駅         | 2.4      | 35.4     | ●    | ↓    | ｜   |                                        | ｜   | 北秋田市 |
| 旧阿仁合線 | 萱草駅         | 2.7      | 38.1     | ●    | ↓    | ｜   |                                        | ｜   | 北秋田市 |
| 旧阿仁合線 | 笑内駅         | 2.8      | 40.9     | ●    | ↓    | ｜   |                                        | ｜   | 北秋田市 |
| 旧阿仁合線 | 岩野目駅       | 2.4      | 43.3     | ●    | ↓    | ｜   |                                        | ｜   | 北秋田市 |
| 旧阿仁合線 | 比立内駅       | 2.7      | 46.0     | ●    | ●    | ●    |                                        | ◇    | 北秋田市 |
| 新設区間   | 奥阿仁駅       | 3.7      | 49.7     | ●    | ↓    | ｜   |                                        | ｜   | 北秋田市 |
| 新設区間   | 阿仁マタギ駅   | 2.6      | 52.3     | ●    | ●    | ●    |                                        | ｜   | 北秋田市 |
| 新設区間   | 戸沢駅         | 8.9      | 61.2     | ↑    | ●    | ｜   |                                        | ｜   | 仙北市   |
| 新設区間   | 上桧木内駅     | 4.7      | 65.9     | ●    | ●    | ●    |                                        | ◇    | 仙北市   |
| 新設区間   | 左通駅         | 1.8      | 67.7     | ↑    | ●    | ｜   |                                        | ｜   | 仙北市   |
| 新設区間   | 羽後中里駅     | 4.0      | 71.7     | ↑    | ●    | ｜   |                                        | ｜   | 仙北市   |
| 旧角館線   | 松葉駅         | 3.3      | 75.0     | ●    | ●    | ●    |                                        | ｜   | 仙北市   |
| 旧角館線   | 羽後長戸呂駅   | 2.9      | 77.9     | ↑    | ●    | ｜   |                                        | ｜   | 仙北市   |
| 旧角館線   | 八津駅         | 5.0      | 82.9     | ●    | ●    | ▲    |                                        | ◇    | 仙北市   |
| 旧角館線   | 西明寺駅       | 4.0      | 86.9     | ●    | ●    | ●    |                                        | ｜   | 仙北市   |
| 旧角館線   | 羽後太田駅     | 3.0      | 89.9     | ↑    | ●    | ｜   |                                        | ｜   | 仙北市   |
| 旧角館線   | 角館駅         | 4.3      | 94.2     | ●    | ●    | ●    | 東日本旅客鉄道：■秋田新幹線・■田沢湖線 | ｜   | 仙北市   |

## その他
- 2012年2月に発売された、AKB48の岩佐美咲のソロ・デビュー曲『無人駅』のプロモーション・ビデオやシングルのジャケットが、当線の奥阿仁駅および合川駅で撮影された。